# Joan Tomàs i Salvany
Joan Tomàs i Salvany (Valls, Alt Camp, 1839 — Madrid, 1911) fou un prestigiós escriptor i advocat català.

## Biografia i trajectòria
Joan Tomàs Salvany nasqué a Valls, el 1839, en el si d'una família modesta d'onze germans. Entre aquests, ens ha quedat constància de Josep Tomàs i Salvany (polític català, que participà activament en la revolució de 1868 i fou elegit diputat provincial per Barcelona), Diego Tomàs i Salvany (fabricant vallenc, membre de la junta directiva del Fomento de la Producción Española i Fomento de la Producción Nacional, entre altres entitats) i Fortunato Tomàs i Salvany (relacionat amb l'activitat industrial i vicepresident de la Secció d'Indústria de l'Ateneu Barcelonès). Joan, es convertí en advocat i el 1874 s'establí a Madrid, on va mantenir amistat amb literats i artistes de prestigi de la seva època. Col·laborà en diverses publicacions, com Hojas Selectas, on publicà poesia (Via Crucis, 1908)). Col·laborà també en La Renaixença, publicant entre febrer i març de 1881 la sèrie "Catalunya a Madrid", signant indistintament amb el seu nom i amb el pseudònim "Constant".
Es dedicà, indistintament, a la poesia lírica, al teatre, a la novel·la i a la crítica literària. També escriví poesia en català, alguna de la qual ha restat inèdita. Fou amic d'Àngel Guimerà, amb qui intercanvià diversa correspondència, i traduí al castellà la seva obra Cleopatra i diversos poemes. Publicà diversos llibres de poesies (Emociones, 1889; Mis querellas, 1871; De tarde en tarde, 1891, etc.), novel·les (Concepción, 1882; Un drama al vapor, 1888) i també alguns drames, a més de l'obra España a fines del siglo XIX (1891). Algunes d'aquestes composicions foren traduïdes a l'alemany i al portuguès.
El 1867 fundà a Barcelona el diari El Tío Camueso i col·laborà amb El Imparcial, La Correspondència de España, La Revista Contemporánea, La Ilustración Española y Americana i La Renaixença. Utilitzà el pseudònim de «Colibrí» en algunes de les seves publicacions. El 1884 va participar en un certamen literari celebrat a la ciutat de Reus, obtenint un premi per la seva composició poètica Antònia. Una de tantas, recollida al seu llibre de poesies Emociones.
Entre els diversos càrrecs que va exercir destaquen el de tresorer de l'Obra Pia de los Santos Lugares, el d'interventor de la de Santiago i Montserrat, a la ciutat de Roma i el de president honorari del "Círculo Musical Bohemio".

## Obra[2][1]

### Obra teatral
- Armas, letras y faldas (1872)
- Bonifacio (1875)
- Mártir de Amor (1875)
- No siempre las apariencias condenan (1876)

### Obra poètica
- Dos llibres de poesies editats el 1877 i 1887, respectivament, i el
- El poema Colon, publicat a Madrid, del qual es feren tres edicions el 1872, 1873 i 1879.
- El poema La gota de Rocío 1877

### Novel·les
- Concepción (1882)
- Un drama al vapor (1888)
- La ambición de una mujer (1893)

### Altres
- Un conte del 1910